# Cornel Ceuca

Cornel Ceuca (stânga)

Cornel Ceuca (n. 29 iunie 1934, Supuru de Sus, județul Satu Mare) în familia unui țăran înstărit, fost primar liberal înainte de război, arestat și internat politic în regimul comunist; greco-catolic.
Licențiat al Facultății de Drept din Cluj-Napoca; studii de specializare în Franța (bursa ASTEF) în domeniile comerțului pe mari supreafețe și sociologiei consumului (1967-1968); curs de management la CEPECA.
Economist în comerțul de stat; director al direcțiilor comerciale regionale și județene Maramureș și Mureș (1964-1990).
Fost membru al PCR și deputat în Consiliul popular al județului Mureș.
A participat, în seara zilei de 22 decembrie 1989, la constituirea organului provizoriu de administrație locală, membru în Consiliile FSN și CPUN ale județului Mureș din decembrie 1989 până în iunie 1990. Component al Grupului de dialog interetnic în cadrul activității Comisiei guvernamentale pentru analiza și rezolvarea conflictului interetnic declanșat la Târgu Mureș în martie 1990; a participat la întâlnirea de la Palatul Victoria cu președintele Ion Iliescu, primul ministru al României, Petre Roman, și vicepremierul Mihai Drăgănescu, unde s-a discutat despre consecințele politice și sociale ale dramaticelor evenimente de la Târgu Mureș și despre strategia electorală.
Secretar de stat, șeful Departamentului comerțului interior în Ministerul Comerțului și Turismului (1 iulie 1990 - 1 ianuarie 1991), apoi subsecretar de stat al Departamentului Comerțului Exterior (1 ianuarie - 6 martie 1991); ministru consilier la Ambasada României din Italia (7 martie 1991 - 31 august 1993); consilier în Ministerul Comerțului (septembrie 1993 - martie 1994); președinte al societății private de consultață C&M Sistem Proconsult din Târgu Mureș (din martie 1994).
Articole de presă și comunicări pe teme de comerț. Expoziție de pictură cu Mihai Olos la Muzeul de Artă din Baia Mare (1965); scenografie pentru un spectacol cu piesa "Monserat" in regia lui Dan Alexandrescu la Teatrul de Stat din Baia Mare (1987).
Vicepreședinte al Institutului Lombard pentru Schimburi Sociale, Culturale și Economice Italo-Române (ILSIR din Milano); membru al Consiliului de conducere al Societății culturale de pe lângă CEE "Noi și Europa" (Roma); membru al "Lion's Club Europeo" (New York); membru în Comitetul de Onoare al Asociației "Progetto Logos"; invitat la "Forum Universale - Crans-Montana"; membru al Fundației "Romulus Guga" din Târgu Mureș.
Distins cu șase ordine și medalii românești pentru activitatea profesională, precum și cu medalia "Iohanes Paulus II Pont. Max" primita din mâna Sanctității Sale (1992).
Căsătorit cu Lucia-Maria Ceuca, avocat, fiica creatorului celebrului cor barbatesc din Ardusat, Vasile Buzila. Impreuna au o fiică, Sorana Bogdana, licentiata in drept, casatorita cu Ovidiu Mantho, inginer.
Locuiește în Târgu Mureș.